# Patrick Grahl
Patrick Grahl (geboren 1988 in Leipzig) ist ein deutscher Konzertsänger (Tenor), der bisweilen auch in szenischen Opernaufführungen auftritt.

## Leben und Werk
Von 1998 bis 2006 gehörte Grahl dem Leipziger Thomanerchor, geleitet von Georg Christoph Biller, an und wurde für eine Reihe solistischer Aufgaben herangezogen. Es entstanden in diesen Jahren mehrere Radio- und CD-Aufnahmen. Zu seinen Gesangslehrern zählten Gotthold Schwarz und ab Oktober 2006, als er an der Hochschule für Musik und Theater „Felix Mendelssohn Bartholdy“ eingeschrieben war, Friedemann Röhlig und Berthold Schmid. 2013 schloss er sein Studium mit Auszeichnung ab; auch danach wurde er von Schmid gesangstechnisch betreut. Er absolvierte Meisterklassen unter anderem bei Ileana Cotrubaș, Peter Schreier und Gerd Türk. Den Thomanern ist er nach wie vor verbunden, er zählt zu den Autoren des Thomaner-Journals.
Bereits während seiner Studienzeit war er in Konzertsälen, Kirchen und auf Bühnen präsent. Beispielsweise sang er damals den Tamino in der Zauberflöte, den Alfred in der Fledermaus und die Titelpartie in Brittens Albert Herring. Heute zählt er zu den gefragtesten Konzertsängern seiner Generation. Sein Repertoire besteht überwiegend aus geistlichen Werken von Bach, Händel, Mozart, Schubert und Mendelssohn Bartholdy. Er tritt mit zahlreichen Ensembles auf, die sich auf vorklassisches Repertoire spezialisiert haben – darunter die Gächinger Kantorei Stuttgart, die Hannoversche Hofkapelle, das Dresdner Barockorchester, das Collegium Musicum ’23, das Sächsische Barockorchester, die Berliner Bach Akademie, das Orquesta Sinfónica de Navarra,  der Dresdner Kreuzchor, der Bach Consort Leipzig, der Maulbronner Kammerchor, der Mitteldeutsche Motettenchor, der WDR Rundfunkchor Köln, der Bachchor Eisenach, der Münchener Bach-Chor, die Kartäuserkantorei Köln, der Carl-Philipp-Emanuel-Bach-Chor Hamburg und der Chœur de Chambre de Namur. Weitere Klangkörper, mit welchen er musizierte, waren das Gewandhausorchester in Leipzig, die Dresdner Philharmonie, die NDR Radiophilharmonie, das Gürzenich-Orchester in Köln sowie die Accademia Nazionale di Santa Cecilia in Rom, die Tschechische Philharmonie und das London Symphony Orchestra. Er sang unter Leitung von Dirigenten wie John Eliot Gardiner, Daniele Gatti, Ludwig Güttler, Hartmut Haenchen, Leopold Hager, Manfred Honeck, Andrew Manze, Alessandro De Marchi, Peter Schreier und Omer Meir Wellber. 
Zu zentralen Werken seines Repertoires zählen Händels Messiah, Johannes- und Matthäus-Passion von Bach, Krönungsmesse und Requiem von Mozart, Haydns Schöpfung sowie der Elias von Mendelssohn Bartholdy. Jahr für Jahr wird er mehrmals für Bachs Weihnachtsoratorium verpflichtet. Großen Stellenwert räumt Patrick Grahl seinen Liederabenden ein, weiters auch einigen kammermusikalischen Projekten, beispielsweise dem Männerquartett Thios Omilos oder dem Ensemble Barockwerk Ost. Als Liedsänger trat er unter anderem in Berlin, Burgliebenau, Dresden, Ellenburg, Greiz, Leipzig, Pirmasens, Potsdam, Weimar und Wolfenbüttel auf, zumeist begleitet von Klara Hornig. Bei der Schubertiade Schwarzenberg präsentierte er 2023 ein Programm mit Werken Beethovens, Schuberts und Mendelssohn Bartholdys, mit Daniel Heide am Klavier. Dieses Konzert wurde vom ORF aufgezeichnet und ausgestrahlt.
Drei Rollen dominieren die Bühnenlaufbahn des Sängers, der Don Ottavio in Mozarts Don Giovanni, den er am Teatro La Fenice von Venedig verkörperte, der Jaquino in Beethovens Fidelio und die männliche Titelpartie in Schuberts Alfonso und Estrella. Letztere Rolle sang er konzertant in Budapest und Helsinki, den Jaquino übernahm er unter anderem konzertant im Pariser Théâtre des Champs-Élysées, im Londoner Barbican Centre, im Theater an der Wien, beim Gstaad Menuhin Festival und beim Grafenegg Festival sowie halbszenisch in der Tonhalle Zürich.

## Auszeichnungen
- 2010–2013: Stipendiat der Friedrich-Ebert-Stiftung, Bonn
- 2014: Förderpreis Alte Musik des Saarländischen Rundfunks und der Akademie für Alte Musik im Saarland
- 2016: Internationaler Johann-Sebastian-Bach-Wettbewerb 1. Preis in der Kategorie Gesang

- Patrick Grahl: Wahres Künstlertum und selbstbewusste Bescheidenheit – Peter Schreier. In: Matthias Herrmann (Hrsg.): Begegnungen mit Peter Schreier. Sax-Verlag, Beucha / Markkleeberg 2020; 2. Auflage: 2021, S. 49–57